# Europäischer Forschungsraum

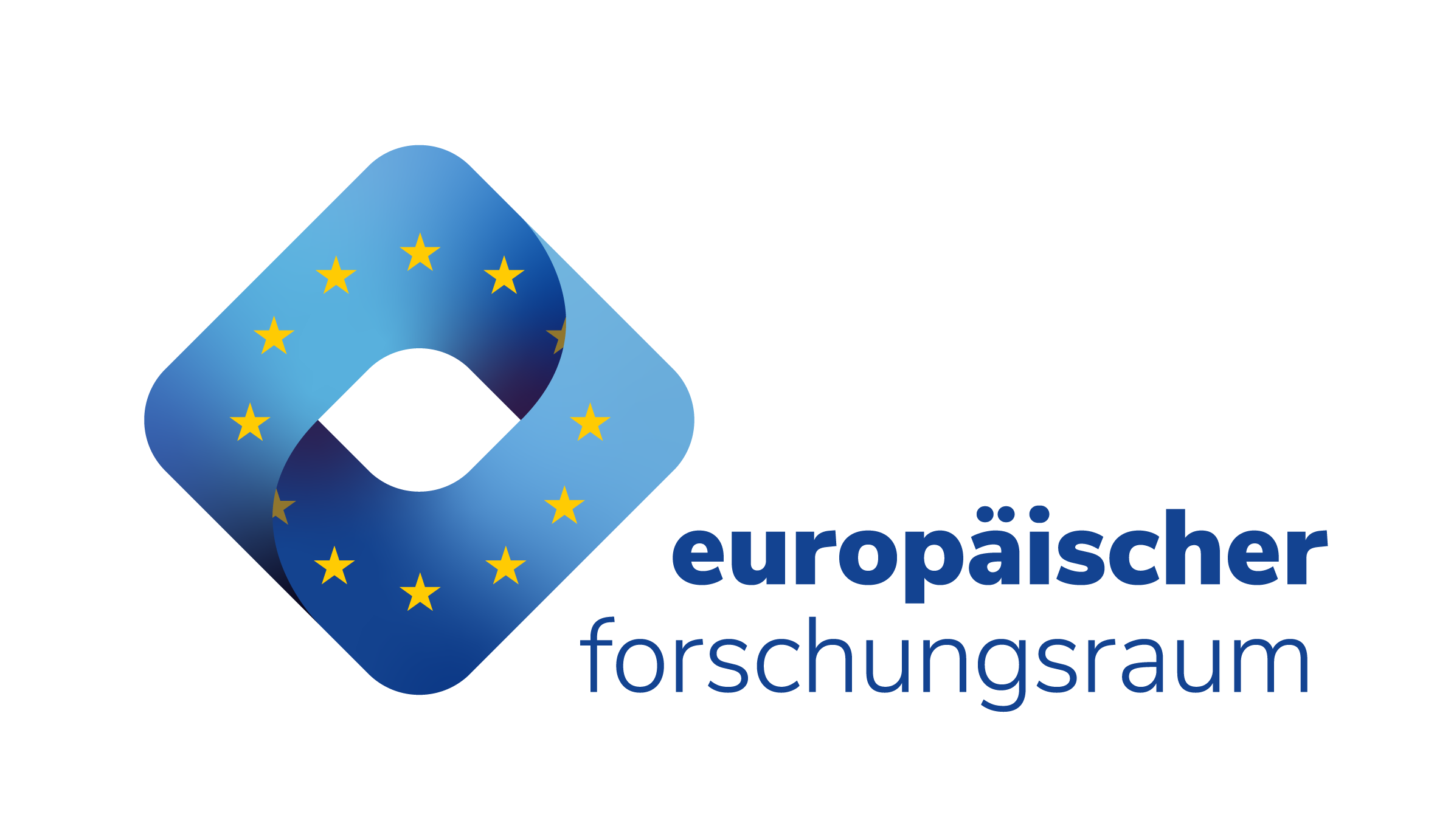
Logo Europäischer Forschungsraum

Der Europäische Forschungsraum (EFR; englisch European Research Area, ERA) ist eine Initiative der Europäischen Union (EU) zur Integration der wissenschaftlichen und technologischen Kapazitäten innerhalb der EU. Das Konzept des Europäischen Forschungsraums bildet die übergeordnete Strategie der europäischen Forschungspolitik. Ziel ist es, dass Forschende sich innerhalb der EU frei bewegen können und auch Wissen und Technologien frei zirkulieren. Für einen effizienten und kohärenten Ansatz in der Forschungspolitik koordinieren sich die EU-Mitgliedstaaten und die Europäische Kommission. Forschung und Innovation sollen darin unterstützt werden, einen Beitrag zum europäischen Green Deal und großen gesellschaftlichen Herausforderungen zu leisten.
Ein wichtiges Instrument der Umsetzung des Europäischen Forschungsraums ist das EU-Rahmenprogramm für Forschung und Innovation. Seit 1984 führt die Europäische Kommission mehrjährige Rahmenprogramme für Forschung und Innovation (aktuell Horizont Europa) durch, um die multi-nationale Kooperation in Schlüsselbereichen der medizinischen, ökologischen, industriellen oder sozioökonomischen Forschung zu fördern. Neben der monetären Förderung innerhalb der Rahmenprogramme zielt der Europäische Forschungsraum darauf ab, das politische Umfeld für wettbewerbsfähige Forschung und Innovation durch einheitliche Rahmenbedingungen zu verbessern.

## Geschichte des Europäischen Forschungsraums
EU Forschungspolitik ist so alt wie die Europäische Union selber. So wurde in 1952 bereits eine Zusammenarbeit im Bereich der Energiepolitik beschlossen. Die Idee eines tatsächlichen europäischen Forschungsraums geht auf den damaligen EU Forschungskommissar Ralf Dahrendorf zurück. Bereits in den 1970ern entwickelte er die Vision eines europäischen Wissensraums, der nationale Grenzen überschreitet und eine gute Balance von Kooperation und Wettbewerb schafft. Den offiziellen Grundstein für den Europäischen Forschungsraum legte die Europäische Kommission im Jahr 2000. In einer Mitteilung wird die Idee eines europäischen „Binnenmarktes für Forschung“ formuliert, in dem Forschende, Wissen und Technologien sich frei bewegen können. Auch wird eine besser Koordination der nationalen Forschungspolitiken angestrebt. Durch eine gemeinsame europäische Forschungspolitik sollte verhindert werden, dass die europäische Forschung hinter die Konkurrenz in den USA, Japan und anderen Ländern zurückfalle. Das Ziel der Wettbewerbsfähigkeit wurde in 2009 im Lissabon-Vertrag festgeschrieben und auch die Umsetzung eines Europäischen Forschungsraumes im Primärrecht verankert.
Für eine EU-weite gemeinsame Forschungspolitik wurden im Jahr 2012 sechs Prioritäten für den EFR gesetzt:
- Gesteigerte Effektivität nationaler Forschungssysteme
- Verstärkte transnationale Zusammenarbeit und Wettbewerbsfähigkeit
- Offener Arbeitsmarkt für Forschende
- Geschlechter-Gleichstellung und Berücksichtigung des Gleichstellungsaspekts in der Forschung
- Optimale Zirkulation, Zugang zu und Transfer von wissenschaftlichen Erkenntnissen
- Internationale Zusammenarbeit

Die Umsetzung des Europäischen Forschungsraumes und der sechs Prioritäten wurde in EFR-Fortschrittsberichten festgehalten. Der Fortschrittsbericht aus dem Jahr 2018 hat eine Verlangsamung in der Umsetzung gezeigt. Dies hat den Anlass gegeben eine umfassende Neuausrichtung des Europäischen Forschungsraumes anzustoßen. Im Rahmen der deutschen EU-Ratspräsidentschaft 2020 wurde die neue Zielsetzung des EFR vereinbart. So soll der „Neue EFR“ veränderte Kontextbedingungen, wie die Digitalisierung, aufgreifen können und die sich wandelnde Rolle der Wissenschaft in der Gesellschaft aufgreifen. Als wichtiger Teil eines gemeinsamen europäischen Forschungsraumes wird zum einen die wissenschaftliche Exzellenz als Ziel gesetzt. Zugleich sollen aber auch bewusst leistungsschwächere Regionen in Europa gefördert und in wissenschaftliche Netzwerke integriert werden.

## Investitionen in Forschung und Innovation
Die EU-Mitgliedstaaten haben sich zum Ziel gesetzt 3 % ihres Bruttoinlandsproduktes (BIP) in Forschung und Innovation zu investieren. Diese Forschungsquote ist eine volkswirtschaftliche Kennzahl, die die Forschungs- und Entwicklungskosten in Prozent des Bruttoinlandsprodukts (BIP) angibt. Bisher wird die 3%-Zielmarke im europäischen Durchschnitt noch nicht erreicht.
Durchschnitte:
Eurozone (19): 2,23

EU (27): 2,2
| Rang | Land         | F+E Ausgaben in Prozent des BIP (2019) |
| ---- | ------------ | -------------------------------------- |
| 1.   | Schweden     | 3,39                                   |
| 2.   | Österreich   | 3,19                                   |
| 3.   | Deutschland  | 3,17                                   |
| 4.   | Dänemark     | 2,96                                   |
| 5.   | Belgien      | 2,89                                   |
| 6.   | Finnland     | 2,79                                   |
| 7.   | Frankreich   | 2,19                                   |
| 8.   | Niederlande  | 2,16                                   |
| 9.   | Slowenien    | 2,04                                   |
| 10.  | Tschechien   | 1,94                                   |
| 11.  | Estland      | 1,61                                   |
| 12.  | Ungarn       | 1,48                                   |
| 13.  | Italien      | 1,45                                   |
| 14.  | Portugal     | 1,40                                   |
| 15.  | Polen        | 1,32                                   |
| 16.  | Griechenland | 1,27                                   |
| 17.  | Spanien      | 1,25                                   |
| 18.  | Luxemburg    | 1,19                                   |
| 19.  | Kroatien     | 1,11                                   |
| 20.  | Litauen      | 0,99                                   |
| 21.  | Bulgarien    | 0,84                                   |
| 22.  | Slowakei     | 0,83                                   |
| 23.  | Irland       | 0,78                                   |
| 24.  | Lettland     | 0,64                                   |
| 25.  | Zypern       | 0,63                                   |
| 26.  | Malta        | 0,61                                   |
| 27.  | Rumänien     | 0,48                                   |

(Quelle: Eurostat)